# Vaulx Australian Field Ambulance Cemetery
Le Vaulx Australian Field Ambulance Cemetery (cimetière australien des hôpitaux de campagne de Vaulx) est un cimetière militaire de la Première Guerre mondiale, situé sur le territoire de la commune de Vaulx-Vraucourt, dans le département du Pas-de-Calais, au sud d'Arras.

## Localisation
Ce cimetière est situé à 1 km  au sud-ouest de Vaulx-Vraucourt, route de Bapaume, à partir de la D 10E2, puis en empruntant sur 100 m un sentier gazonné.

## Histoire

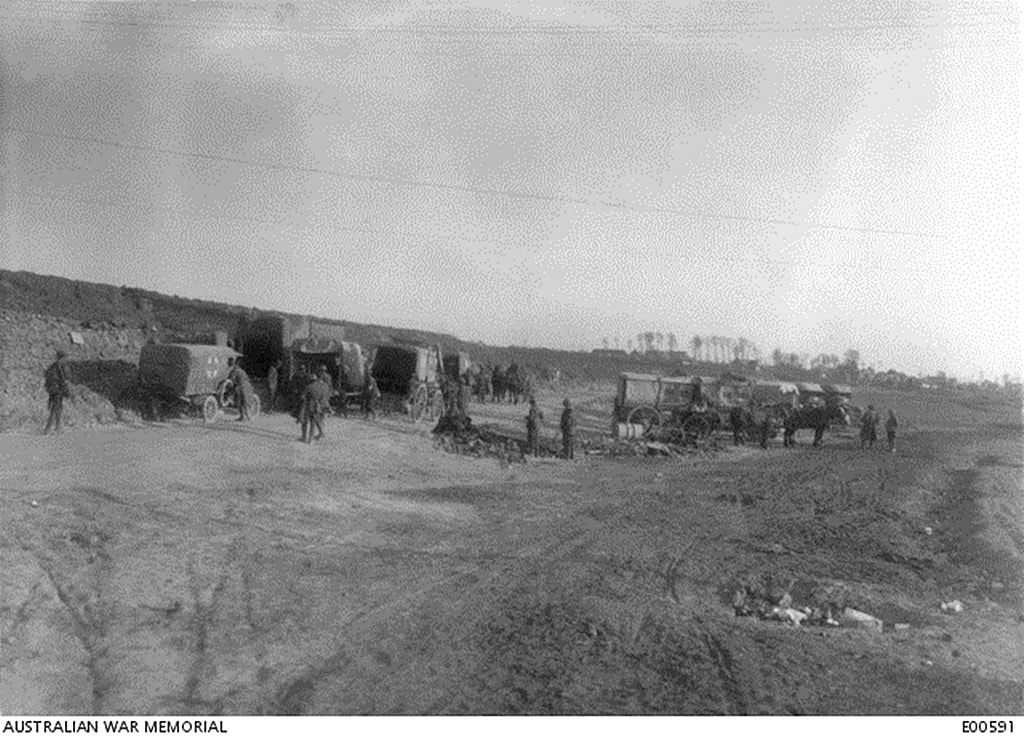
Un poste de secours australien avancé installé aux abords de Vaulx-Vraucourt en 1917.

Aux mains des Allemands depuis le début de la guerre, le village de Vaulx-Vraucourt est occupé par les forces du Commonwealth en mars 1917 lors du retrait des troupes allemandes sur la ligne Hindenburg. Il est perdu un an plus tard lors de l'offensive allemande au printemps 1918. Il est repris définitivement le 30 août 1918.

Des postes de secours de l'armée australienne étaient installés au sud de Vaulx-Vraucourt pour soigner les blessés. Ce cimetière a été commencé en avril 1917 et utilisé jusqu'en février 1918. Quand ils ont conquis le secteur, les Allemands y ont ensuite enterré leurs soldats.

Le cimetière contient 52 sépultures du Commonwealth de la Première Guerre mondiale, dont une non identifiée, et 61 sépultures de guerre allemandes.

## Caractéristiques
Ce cimetière a un plan rectangulaire de 30 m sur 15.
Il est entouré d'un muret de briques sur 3 côtés et bordé par un bois.
Ce cimetière a été conçu par William Harrison Cowlishaw.

## Sépultures
| Pays        | Sépultures |
| ----------- | ---------- |
| Royaume-Uni | 19         |
| Australie   | 33         |
| Allemagne   | 61         |
| Total       | 103        |

## Galerie

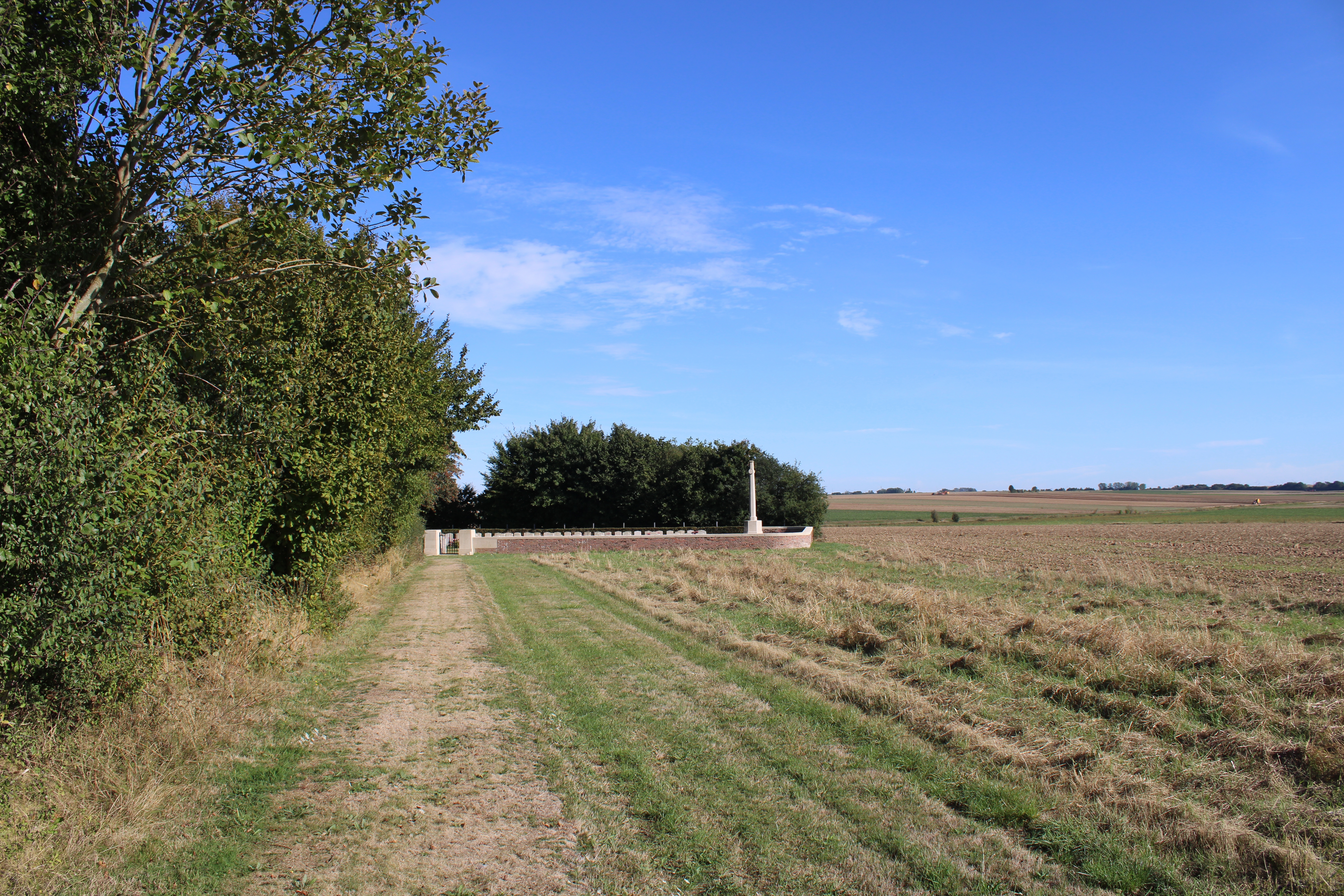
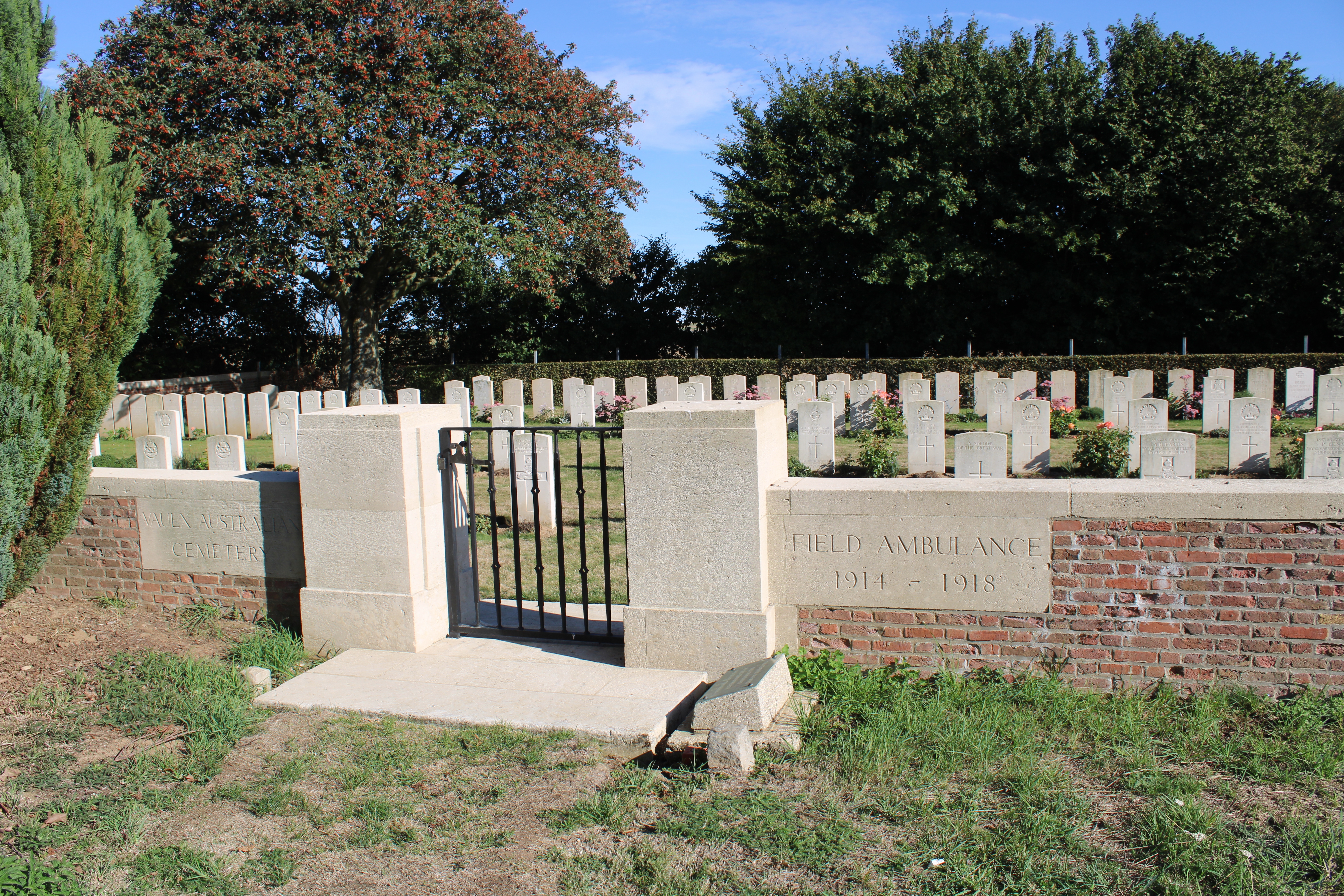
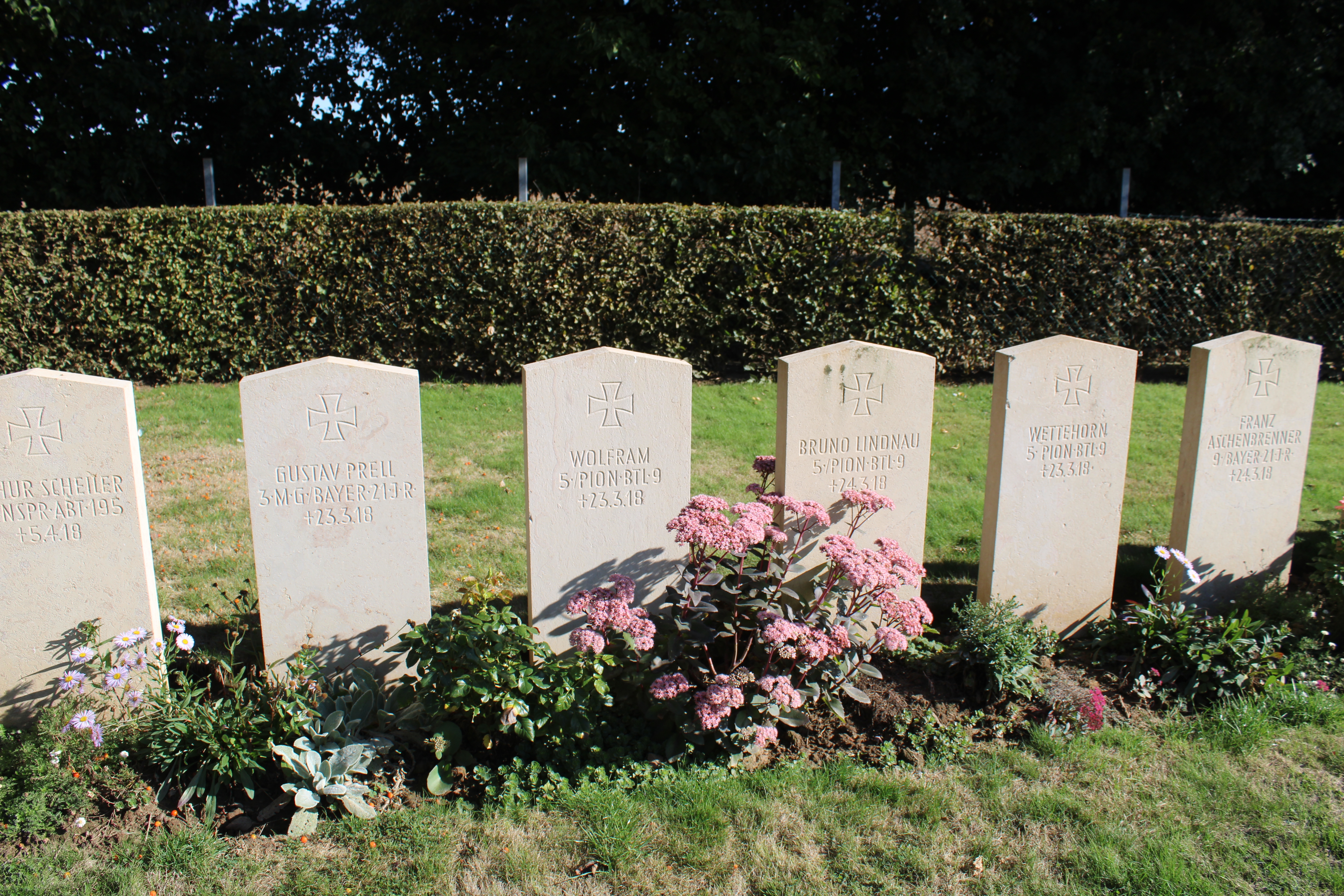
Tombes de soldats allemands.
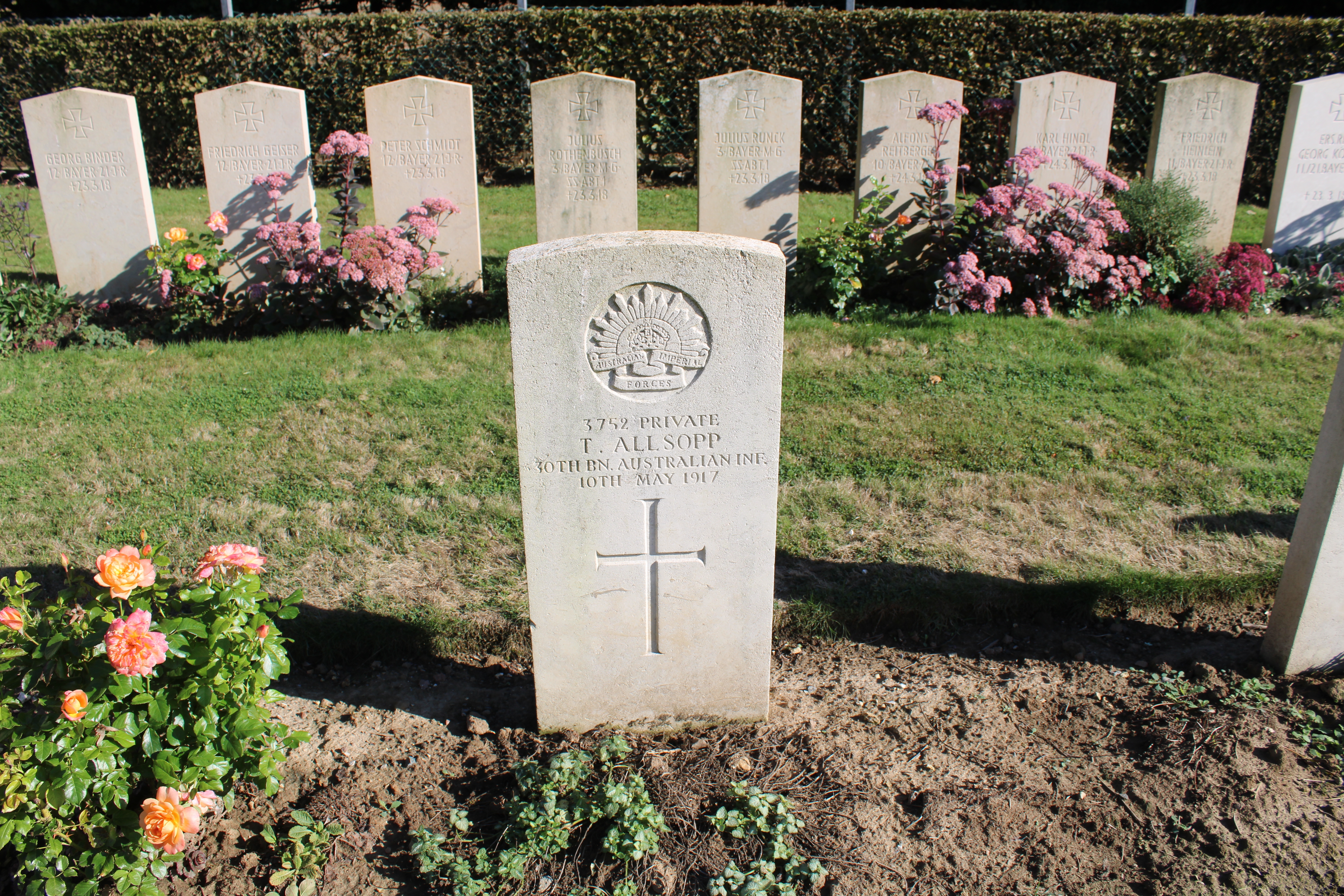
Tombes d'un soldat australien.
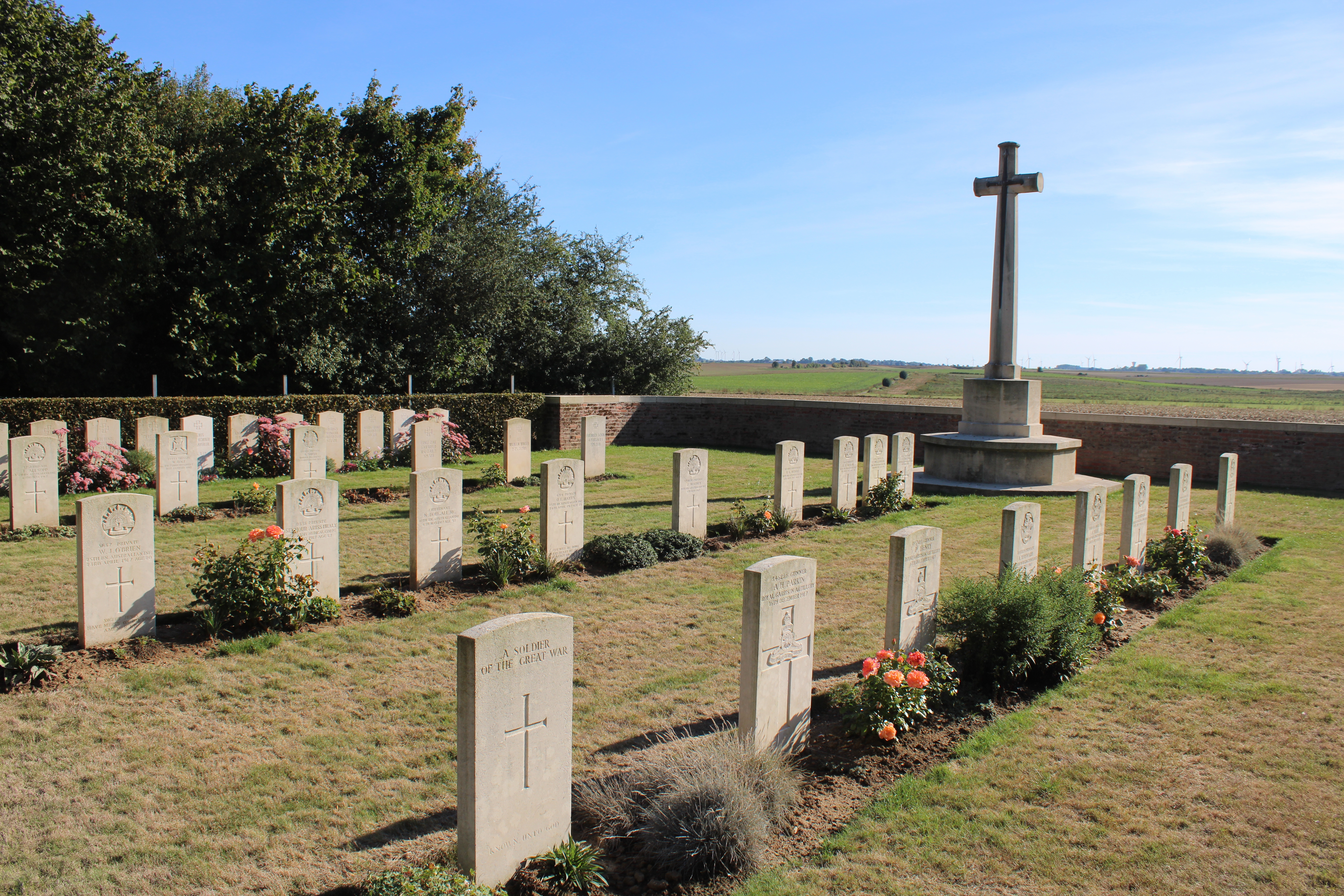
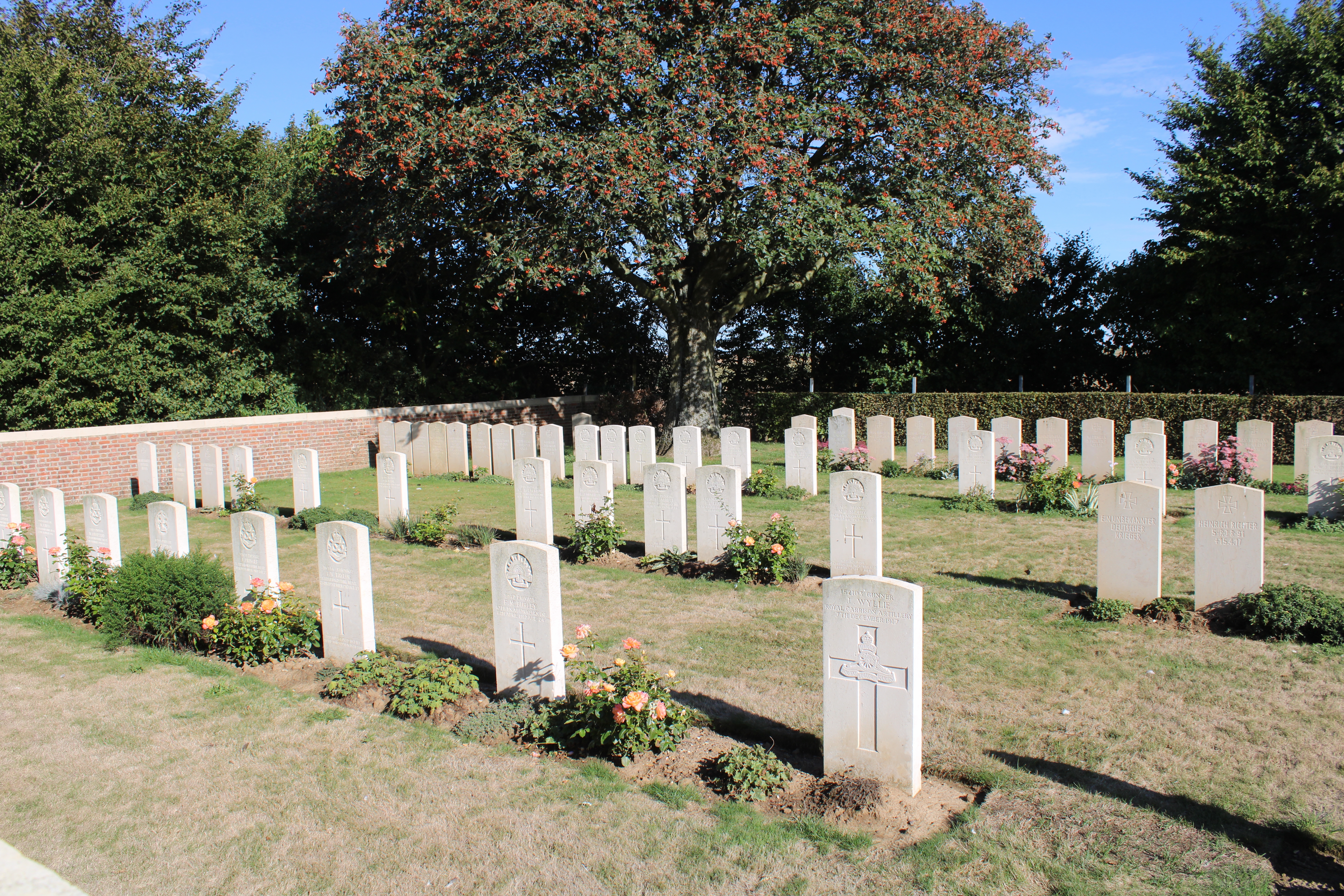
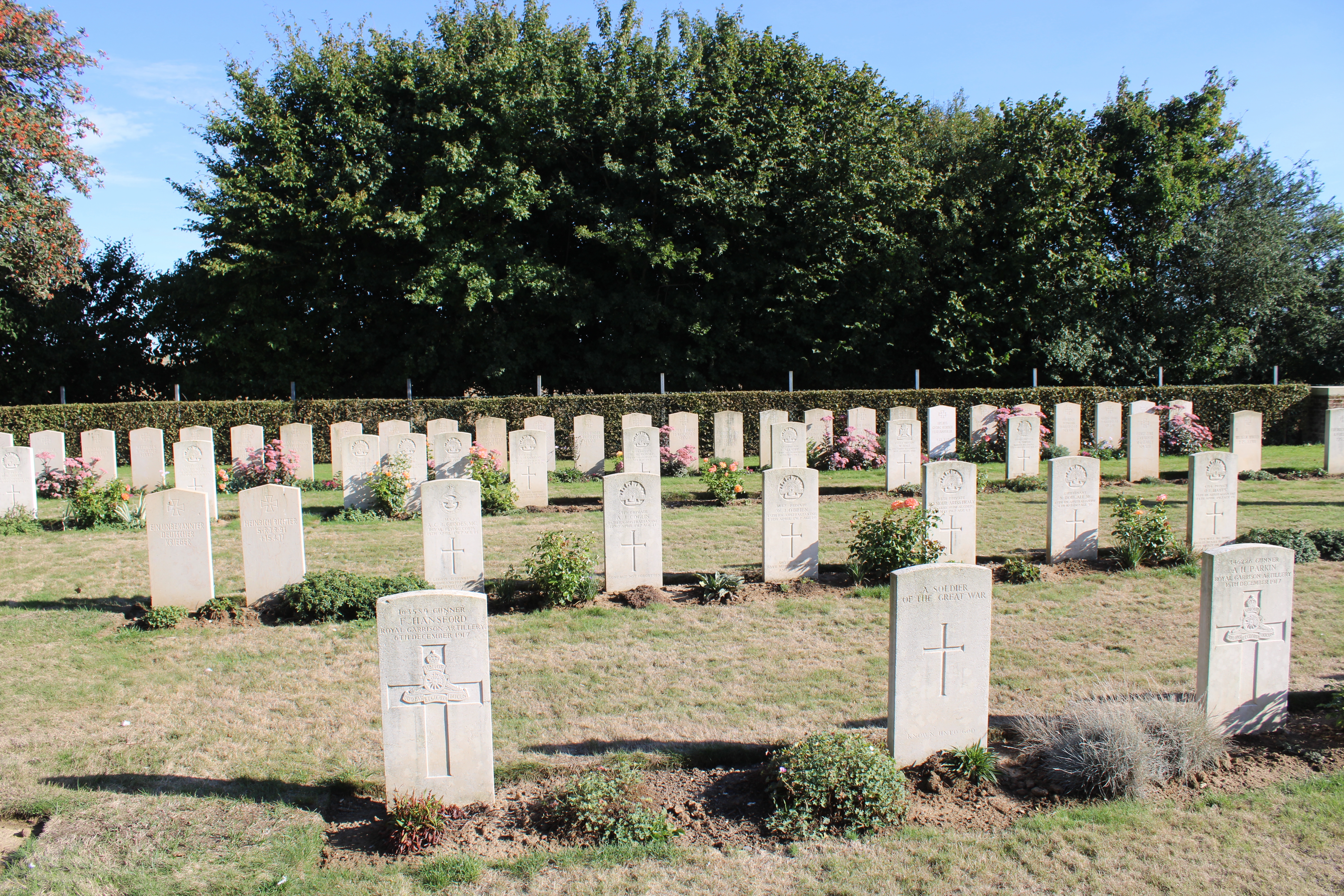

## Pour approfondir